# Interaktives Fernsehen
Interaktives Fernsehen (engl. Interactive Television, abgekürzt iTV) ist ein Sammelbegriff für eine Vielzahl von medienübergreifenden Formaten. Dabei steht jeweils eine Fernsehsendung im Mittelpunkt, welche jedoch um interaktive Elemente ergänzt wird. Diese ermöglichen es dem Zuschauer, die Fernsehsendung individuell zu gestalten und in die Handlung innerhalb eines vorgegebenen Rahmens einzugreifen. 
Im engeren Sinne versteht man unter interaktivem Fernsehen die Bereitstellung und Benutzung von Anwendungen (iTV-Applikationen), die von einem Rechner im Empfangsgerät ausgeführt werden.

## Formen des interaktiven Fernsehens
Beim interaktiven Fernsehen kann man drei Stufen der Interaktivität unterscheiden.

### Erste Stufe: lokale Interaktion
Auf dieser Stufe interagiert der Zuschauer vor dem Fernsehgerät oder in Form von iTV-Applikationen mit dem Rechner im Empfangsgerät.
Inhalte auf Abruf: Der Zuschauer verwendet das Fernsehgerät nicht nur zur Darstellung des Rundfunkprogramms, sondern auch zur Wiedergabe individuell angeforderter Inhalte. Dies betrifft insbesondere Videofilme oder Texte und Bilder, die dem Fernsehbild überlagert werden.
Erweiterte Programmwahl: Das interaktive Fernsehen ermöglicht eine individuelle und innovative Auswahl des Fernsehprogramms. 
- Mosaik: Mehrere Fernsehprogramme werden in verkleinerter Form gleichzeitig zur Programmwahl dargestellt.
- Multifeed: Zu einer Fernsehsendung stehen mehrere Bild- oder Tonspuren zur Auswahl.
- Elektronischer Programmführer (EPG): Es werden umfangreiche Informationen zum laufenden und zukünftigen Programm angeboten. Viele EPGs bieten darüber hinaus Suchfunktionen und Aufnahmefunktionen an.
- Zeitversetztes Fernsehen (Timeshift): Der Zuschauer kann das laufende Programm pausieren und später wiederaufnehmen. In der Pause können zum Beispiel individuelle iTV-Inhalte abgerufen werden.
- Nichtlineare Geschichten: Zu bestimmten Zeitpunkten während der Sendung kann der Zuschauer entscheiden, wie die Handlung fortgesetzt werden soll.
- Personalisieren und Automatisierung: Basierend auf einem individuellen Profil des Zuschauers werden automatisch passende Programme ermittelt und angeboten.

Synchronisation mit dem Fernsehbild: Parallel zu einer Fernsehsendung können Applikationen verwendet werden, die mit den Geschehnissen der Sendung synchronisiert sind. Beispiele sind das Raten bei Quizsendungen oder mit Sportsendungen synchronisierte "Jump&Run"-Spiele.
Aktivität vor dem Fernsehgerät: Fernsehsendungen können dazu motivieren, das besprochene Thema während oder nach der Sendung selbst auszuprobieren. Beispiele sind Sendungen zu den Themen Kochen, Basteln oder Spielen.

### Zweite Stufe: Interaktion über einen Rückkanal
Auf dieser Stufe wird das einseitig ausgerichtete Kommunikationsmodell des Rundfunks um den Übertragungsweg vom Zuschauer hin zum Sender erweitert. Häufig verwendete Rückkanäle sind Telefon, SMS, Webseiten und in das Empfangsgerät integrierte Rückkanäle.
Abstimmung (Voting): Bei einem Voting kommunizieren viele Zuschauer gleichzeitig in der gleichen Form über den Rückkanal. Die Mehrheit entscheidet über den Fortgang der Sendung. Zum Beispiel kann abgestimmt werden, welche Kandidaten in die nächste Runde eines Wettbewerbs kommen. Eine andere Möglichkeit ist die Abstimmung über den weiteren Handlungsverlauf in einer fiktiven Sendung.
Call-in: Beim Call-in wird ein ausgewählter Fernsehzuschauer Bestandteil des Programms. Meistens wird das Telefon verwendet. Der Zuschauer kann zum Beispiel dem Moderator Fragen stellen oder Kandidat einer Quizsendung werden. Es gibt außerdem zahlreiche Call-in-Gewinnspiele.
Ausgewählte Zuschauerreaktionen: Der Sender erhält über den Rückkanal eine Vielzahl von individuellen Reaktionen der Zuschauer. Er entscheidet, welche Reaktionen Bestandteil des Programms werden. Möglich ist zum Beispiel das Einblenden von ausgewählten SMS in der Bauchbinde oder die Antwort des Kommentators auf ausgewählte Anfragen.
Elektronischer Einkauf: Während oder nach der Sendung bestellt der Zuschauer über den Rückkanal Waren, die in inhaltlichem Zusammenhang mit der Fernsehsendung stehen. Die üblichen Verfahren sind Merchandising und Produktplatzierung. Varianten zum Einkauf sind zum Beispiel elektronische Auktionen und Gewinnspiele.

### Dritte Stufe: aktive Teilnahme des Zuschauers
Bei dieser weitgehenden Form der Interaktion wird der Zuschauer selbst Bestandteil des Formats. 
Integration von Beiträgen des Zuschauers: Der Zuschauer kann seine künstlerischen Werke oder seine Besitztümer einsenden, die im Rahmen der Fernsehsendung präsentiert und bewertet werden.
Integration des Zuschauers: Durch Publikumsbeteiligung und Zuschauerkandidaten werden die Zuschauer in die Fernsehsendung integriert. Eine weitere Methode der Zuschauerintegration sind vorgelagerte Ausscheidungswettkämpfe für Castingshows. 

## Technologie
Für die Umsetzung von Konzepten und Inhalten des interaktiven Fernsehens bedarf es nicht unbedingt zusätzlicher Technologien. Eine kreative Kombination von klassischen Medien wie analoges Fernsehen, Telefon und Rechner bietet bereits sehr viele Möglichkeiten.
Verlangt das Format eine unmittelbarere Interaktion mit dem Fernsehgerät, so kommen iTV-Applikationen zum Einsatz. Mehrere Technologien werden benötigt.
Übertragung: Die zusätzlichen Inhalte wie Texte, Bilder oder Videofilme müssen zum Zuschauer übertragen werden. Die eingesetzten Technologien basieren entweder auf dem digitalen Fernsehen oder dem Internet.
Empfangsgerät: Das Empfangsgerät muss eine Plattform zur Darstellung und Ausführung der Applikationen beinhalten. Viele dieser Plattformen basieren auf Java ME oder auf HTML/JavaScript-Browsern.
Integrierter Rückkanal: Viele Formate und Geschäftsmodelle des interaktiven Fernsehens werden durch einen in das Empfangsgerät integrierten Rückkanal erheblich verbessert. Verbreitete Lösungen sind das Kabelmodem oder Internetzugang mittels WLAN.

## Standards
Es gibt mehrere Standards, die technische Plattformen für interaktives Fernsehen definieren:
- Globally Executable MHP (GEM)
- Hybrid Broadcast Broadband TV (HbbTV)
- MHEG
- Multimedia Home Platform (MHP)

## Beispiele
- TED: Eine frühe Form der Abstimmung im deutschen Fernsehen.
- Takeshi’s Castle: Eine Spielshow, die ausschließlich durch Zuschauerkandidaten getragen wird.
- TelePick: Eine der ersten Fernsehstationen der Welt, die interaktives Fernsehen übertrug, war der staatliche spanische Fernsehsender Television Española. 1993 wurde erstmals ein Gerät namens TelePick angeboten, mit dem man zu den einzelnen Sendungen Zusatzinformationen abrufen, an Umfragen teilnehmen oder Bestellungen aufgeben konnte. Der Versuch endete  jedoch bereits nach einem Jahr, da man anstelle der erhofften 850.000 nur 13.000 TelePick-Geräte verkauft hatte.
- In Orlando (Florida) startete Ende 1994 ein Pilotprojekt mit interaktivem Fernsehen, an dem 4.000 Haushalte teilnehmen sollten. Bis Ende 1995 waren jedoch erst 65 Haushalte angeschlossen. Das Pilotprojekt bot u. a. Dienste wie Teleshopping, Videospiele und Video on Demand. Der Träger Time Warner führte die mangelnde Akzeptanz auf die hohen Grundkosten von ca. 1.000 Dollar sowie das noch wenig attraktive Programm zurück.
- In Berlin stellen einige Wohnungsbaugesellschaften seit 2001, gegen ein Entgelt, Zusatzdienstleistungen über das Digitale Fernsehen bereit; beispielsweise Video-on-Demand, Internet und Bringdienste.

## Anwendungen in der Wirtschaft
Firmen setzen interaktives Fernsehen auch zur Schulung und Information von Mitarbeitern ein. Ein spezielles System für die Volkswagen AG hat die iic group GmbH entwickelt. 
So haben z. B. Volkswagen und Audi eigene Kanäle, über die man Mitarbeiter bei Händlern und in Werkstätten schult.
Der Zugang erfolgt hier über das Intranet des VW-Konzerns, an das alle Händler angeschlossen sind. Dadurch können die Sendungen von außerhalb des VW-Netzes nicht gesehen werden. Die Ausstrahlung der Sendungen erfolgt verschlüsselt über Satellit. Jeder Händler besitzt einen Decoder, der entschlüsselt; dann steht das Signal im Netzwerk des Händlers zur Verfügung, und an jedem PC lässt sich die Sendung sehen.
Die Mitarbeiter, für die die jeweiligen Sendungen gedacht sind, werden per E-Mail eingeladen; nur sie  bekommen  auch je  Zugang zu der Sendung.
In ihr  werden aktuelle Neuentwicklungen, Problemlösungen oder auch allgemeine Schulungen angeboten.  Der Zuschauer kann  live in der Sendung Umfragen und Multiple-Choice-Fragen  beantworten, per Texteingabe Fragen  stellen oder per Headset direkt mit den Moderatoren  sprechen. Der Rückkanal wird hierbei über das VPN des Volkswagen-Konzerns hergestellt.
Auf der Studioseite besteht das System aus einer Serverkomponente und zwei
speziellen Client-Applikationen, über die der Sendungsablauf gesteuert werden kann. Eines dieser Terminals bietet der Regie die Möglichkeit, dem Zuschauer anzuzeigende Unterrichtsmaterialien auszuwählen, Gesprächsanfragen über die VoIP-Funktion anzunehmen oder übermittelte Textnachrichten an den Moderator weiterzuleiten. Der Moderator erhält über das zweite Terminal aufbereitete Informationen zum Sendungsablauf und die von der Regie übermittelten Textnachrichten. Beide Applikationen sind speziell für den Live-Betrieb optimiert.
Entwicklungslabors arbeiten an (Werbe-)Soaps, bei denen Zuschauer Attribute wie Kleidung, Autos etc. an„klick“en können.